# ريتا ماير
ريتا ك. ماير (بالإنجليزية: Rita C. Meyer)‏ (مواليد 1951 في جانستاون، براون، نبراسكا، الولايات المتحدة) مدققة دولة سابقة في ولاية وايومنغ وهي التاسعة عشر التي تشغل هذا المنصب. بدلا من الترشح لفترة ثانية كمدققة دولة في عام 2010 فإن ماير تقدمت بترشيح نفسها في انتخابات حاكم ولاية وايومنغ لعام 2010 ولكنها فشلت. خسرت بحوالي 700 صوت لصالح زميلها الجمهوري مات ميد في الانتخابات الأولية التي جرت في 17 أغسطس 2010.
تعتبر ماير من المحاربين القدامي في كل من عملية عاصفة الصحراء وعملية الحرية الدائمة. كانت مهمتها الخارجية الأخيرة بمثابة قائد فريق دعم البعثة في قاعدة بغرام في أفغانستان.